# Museu Bode
El Museu Bode (Bode-Museum en alemany) és un museu d'art d'Alemanya que pertany al grup museístic de l'Illa dels Museus de Berlín. Té col·leccions d'escultura, art egipci, art romà d'Orient i numismàtica. L'edifici que alberga el museu, acabat el 1904 i actualment protegit, va ser dissenyat per l'arquitecte Ernst von Ihne i el seu estil correspon al neobarroc de finals del segle xix i inicis del xx.

## Història
El museu va ser dissenyat per l'arquitecte Ernst von Ihne i acabat el 1904. Anomenat originalment el  Kaiser-Friedrich-Museum en honor de l'emperador alemany Frederic III de Prússia, el museu va ser canviat de nom en honor del seu primer director, Wilhelm von Bode, el 1956. Tancat per restauracions des de 1997, el museu va ser obert de nou el 17 d'octubre de 2006.

## Col·lecció
Actualment alberga una col·lecció d'escultures, art romà d'Orient, monedes i medalles. La col·lecció d'escultura mostra l'art de l'Orient cristià (amb èmfasi a l'Egipte copte), escultures de l'Imperi Romà d'Orient i Ravenna, les escultures de l'edat mitjana, el gòtic italià, i el primer Renaixement. Els últims treballs del gòtic alemany estan representats per Tilman Riemenschneider, també té obres del renaixement alemany del sud, i art barroc prussià fins al segle xviii.
En el futur alguns treballs seleccionats de la Gemäldegalerie (Berlín) s'integraran en la col·lecció d'escultura. Això està basat en el concepte de Wilhelm von Bode de les "sales d'estil", en els quals les escultures, les pintures, i l'artesania d'una època es veuen junts, igual que generalment es feia en col·leccions privades de la classe mitjana alta.
El Münzkabinett ("gabinet de la moneda"), contingut actualment en el veí Museu de Pèrgam, és una de les col·leccions numismàtiques més grans del món. El seu rang de temps abasta des del principi de l'encunyació el segle vii aC a l'Àsia Menor fins als nostres dies. Amb aproximadament 750.000 articles la col·lecció és un arxiu únic per a la investigació històrica, mentre que la seva col·lecció de medalles la fa una exposició d'art important al mateix temps.